# Tortinaukko
Tortinaukko är en fjärd i Finland. Den ligger i landskapet Egentliga Finland, i den sydvästra delen av landet, 220 km väster om huvudstaden Helsingfors.
Tortinaukko ligger söder om Loukeenluoto. den ansluter till Luokkarinaukko och Pookinaukko i väster.